# Stuart Hall (kierowca wyścigowy)
Stuart Hall (ur. 18 października 1984 roku w Chelmsford) – brytyjski kierowca wyścigowy.

## Kariera
Hall rozpoczął karierę w międzynarodowych wyścigach samochodowych w 2000 roku od startów w T Cars, gdzie szesnastokrotnie stawał na podium, w tym ośmiokrotnie na jego najwyższym stopniu. Uzbierane 350 punktów pozwoliły mu zdobyć tytuł mistrza serii. W późniejszych latach Brytyjczyk pojawiał się także w stawce Festiwalu Formuły Ford, Brytyjskiej Formuły Ford, Brytyjskiej Formuły Renault, Europejskiego Pucharu Formuły Renault 2000, Brytyjskiej Formuły 3, 24-godzinnego wyścigu Le Mans, Le Mans Series, FIA GT3 European Championship, American Le Mans Series, British GT Championship, 24H Dubai, European Le Mans Series, FIA World Endurance Championship, Blancpain Endurance Series, Gulf 12 Hours oraz Historycznej Formuły 1.

## Wyniki w 24h Le Mans
| Rok  | Zespół               | Partnerzy                          | Samochód                 | Klasa    | Okr. | Poz. | Klasa Pos. |
| ---- | -------------------- | ---------------------------------- | ------------------------ | -------- | ---- | ---- | ---------- |
| 2007 | Rollcentre Racing    | João Barbosa Martin Short          | Pescarolo 01-Judd        | LMP1     | 347  | 4    | 4          |
| 2008 | Creation Autosportif | Johnny Mowlem Marc Goossens        | Creation CA07-AIM        | LMP1     | 316  | 24   | 11         |
| 2009 | Aston Martin Racing  | Harold Primat Peter Kox            | Lola-Aston Martin B09/60 | LMP1     | 252  | NU   | NU         |
| 2012 | Pescarolo Team       | Emmanuel Collard                   | Pescarolo 03-Judd        | LMP1     | 20   | NU   | NU         |
| 2013 | Aston Martin Racing  | Jamie Campbell-Walter Roald Goethe | Aston Martin Vantage GTE | LMGTE Am | 301  | 30   | 6          |